# Boccardia pugettensis
Boccardia pugettensis är en ringmaskart som beskrevs av Blake 1979. Boccardia pugettensis ingår i släktet Boccardia och familjen Spionidae. Inga underarter finns listade i Catalogue of Life.